# Wiktoryna
Wiktoryna – żeński odpowiednik imienia Wiktoryn.
W Polsce imię jest imieniem nadawanym rzadko. W styczniu 2024 r. w rejestrze PESEL, wśród publicznie dostępnych danych dotyczących osób żyjących, wykazano 13 kobiet o imieniu Wiktoryna nadanym jako imię pierwsze. Dla porównania, najczęściej nadane jako żeńskie imię pierwsze – Anna, nosi 1 072 616 osób.
Wiktoryna imieniny obchodzi 10 maja i 1 listopada.

## Osoby noszące imię Wiktoryna
- Wiktoryna Bakałowiczowa – polska aktorka teatralna